# Gojmanovac
Gojmanovac (en serbe cyrillique : Гојмановац) est un village de Serbie situé dans la municipalité de Svrljig, district de Nišava. Au recensement de 2011, il comptait 67 habitants.

## Démographie
| 1948 | 1953 | 1961 | 1971 | 1981 | 1991 | 2002 | 2011 |
| ---- | ---- | ---- | ---- | ---- | ---- | ---- | ---- |
| 383  | 377  | 347  | 309  | 211  | 137  | 94   | 67   |

|  |